# Витебская хоругвь
Витебская хоругвь (Хоругвь Витебского воеводства, пол. Chorągiew witepska) — геральдическое знамя шляхетского ополчения Витебского воеводства Великого княжества Литовского во время посполитого рушения.

## Описание
Хоругвь представляла собой двухстороннее прямоугольное полотнище «тридцати и пяти локтей» с двумя косицами.
Полотнище зелёного цвета (возможно полосатое из двух оттенков зелёного), на лицевой стороне которого герб Великого княжества Литовского «Погоня»: на белом коне воин в доспехах с поднятым над головой мечом и щитом с шестиконечным крестом Евфросинии Полоцкой. Сбруя и седло золотые (жёлтые). Поле герба — белое.
На обратной стороне — герб Витебского воеводства — Спас Нерукотворный на красном щите. Первоначальный вид и цвет герба были зафиксированы в гербовнике Stemmata Polonica (1555).

## История
Согласно реформе 1565—1566 годов воеводства стали и военными округами, которые формировали территориальное военное подразделение — часть войска, «при коей состоит хоругвь (знамя) или значок».
Для того чтобы отличать их от хоругвий Польского Королевства и ясно указывать на принадлежность воеводств к Великому княжеству Литовскому, Статутом 1566 года было установлено, что все воеводства ВКЛ на лицевой стороне хоругвий имеют великокняжеский герб «Погоню». Александр Гваньини, который служил в витебской крепости с 1569 по 1587 годы, сообщает, что у воеводства «Стяг, на конце раздвоенный, зелёного цвета с гербом Великого князя в белом поле». Аналогичные цвета описаны российским краеведом М. О. Без-Корниловичем в 1855 и белорусским геральдистом М. А. Ткачёвым в 1989 году. Однако, польский геральдист Б. Папроцкий, описывая герб в 1584 году, указывает иной цвет поля герба воеводства: «всадник на белом коне с золотой упряжью и чепраком в красном поле». Книга Б. Папроцкого была довольно популярной, и его описание часто приводили герольдисты в следующие 200 лет.
В то же время витебским символом был Спас Нерукотворный: известны его изображения на Витебскаой печати 1559 года, на Статуте издания 1614 года и на Витебской печати 1684 года. Цвета герба зафиксированы в гербовнике Stemmata Polonica (1555).
Характерной чертой было обозначение поветового или воеводского герба вместе с территориальным названием хоругви. Сохранилась центральная часть Трокской хоругви времён русско-польской войны 1609—1618 годов, на которой указано имя короля Польского и Великого князя Литовского Сигизмунда III: Sigismundus III Dei gratia rex Poloniae magnus dux Lithuaniae.
- Знамённый герб по Б. Папроцкому 1584 г.
- Из гербовника Stemmata Polonica[пол.]. 1555
- Витебская печать 1559 года
- Герб воеводства из Статута 1588 г. Издание 1614 года
- Витебская печать 1684 года
- Хоругвь воеводства. С открытки 1918 г.
- Хоругвь Витебского повета (современная реконструкция)